# Kongma
Kongma (kinesiska: 孔玛, 孔玛乡) är en socken i Kina. Den ligger i den autonoma regionen Tibet, i den sydvästra delen av landet, omkring 280 kilometer sydväst om regionhuvudstaden Lhasa. Antalet invånare är 1 364. Befolkningen består av 692 kvinnor och 672 män. Barn under 15 år utgör 25,0 %, vuxna 15-64 år 70 %, och äldre över 65 år 3,0 %.
Genomsnittlig årsnederbörd är 773 millimeter. Den regnigaste månaden är juli, med i genomsnitt 188 mm nederbörd, och den torraste är december, med 3 mm nederbörd.